# Paul van Buitenen

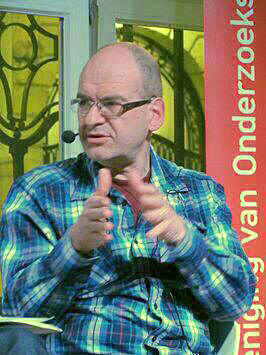
Paul van Buitenen

Paul van Buitenen (* 28. Mai 1957 in Breda) ist ein ehemaliger Beamter der Europäischen Kommission, der aus den Niederlanden stammt. Er wurde bekannt als Whistleblower, als er sich ab 1998 öffentlich gegen das betrügerische Verhalten einiger Mitglieder der Kommission Santer wandte, die daraufhin insgesamt zurücktreten musste. Van Buitenen wurde beurlaubt und danach in eine „ungefährliche“ Funktion versetzt. Er schrieb ein Buch über diesen Fall mit dem Titel Strijd voor Europa (deutscher Titel Unbestechlich für Europa), das 2000 erschien. Als Gründer der Partei Europa Transparant war er von 2004 bis 2009 Mitglied des Europäischen Parlaments.

## Leben

### Ausbildung und beruflicher Werdegang
Von 1975 bis 1979 studierte Paul van Buitenen an der Technischen Hochschule Eindhoven Werkzeugbau, verließ aber die Hochschule ohne Diplom. Seinen Militärdienst in den Niederlanden absolvierte van Buitenen von 1979 bis 1980. Anschließend machte er 1980 ein Fachdiplom für Buchhaltung. Am Niederländischen Institut für Wirtschaftsprüfung (NIVRA) belegte er 1983 eine fachliche Ausbildung.
Die berufliche Arbeit begann von 1980 bis 1985 als Wirtschaftsprüfungsassistent. Von 1985 bis 1986 war er Leiter der Geschäftsführung eines Produktionsbetriebs. Von 1986 bis 1990 war er als leitender Mitarbeiter der Haushaltsabteilung an einer Universität angestellt. Im Jahr 1990 fand Paul van Buitenen als EU-Beamter eine Anstellung bei der Europäischen Kommission in Brüssel, die er bis 2002 ausüben konnte. Ab 2002 war er vorübergehend für die Dauer eines Jahres als Berater für die Finanzverwaltung bei der Polizei tätig. Ab 2003 übte er – wiederum für ein Jahr – als Beamter in Brüssel bei der Europäischen Kommission eine verantwortliche Tätigkeit aus.

### Aufdeckung des Betrugsskandals
Van Buitenen arbeitete zuerst beim DG 22, dem Direktorat, das für die Ausführung von Programmen (z. B. für Berufsausbildungen) zuständig ist. Am 1. Januar 1998 wurde er auf eigenen Wunsch zum DG 20 versetzt, dem finanziellen Kontrolldienst für die anderen Direktorate. Als Kontrollbeamter hatte er zusammen mit Kollegen Beweismaterial gesammelt, vor allem über das Leonardo-da-Vinci-BAT-Programm und auch ECHO. Dieses Beweismaterial beruhte teilweise auf anonymen Zeugenaussagen. Das Material deutete auf direkte oder indirekte Interessenverstrickung bei der Zuweisung von Da-Vinci-Geldern an Privatfirmen, die Teile des Programms auf Vertragsbasis ausführen sollten. Es waren beweisbar Unregelmäßigkeiten bei der Vergabe der Gelder aufgetreten.
Er berichtete seine Untersuchungsergebnisse an den UCLAF, den Antikorruptionsdienst der Europäischen Kommission, fand aber, dass dieser viel zu wenig mit seinem Bericht unternahm. Allerdings begann sein eigener Dienst, DG 20, eine Untersuchung bei seinem ehemaligen Dienst, DG 22. Der Evaluierungsbericht bestätigte, dass Van Buitenen recht hatte. Bei den weiteren Untersuchungen konzentrierte man sich aber ausschließlich auf eines der zwielichtigen Da-Vinci-Projekte, der Dienst selbst wurde weiter nicht durchleuchtet. Van Buitenen durfte keine Kontrollaufträge mehr ausführen und keine Kollegenbefragungen mehr durchführen. Er schrieb eine Notiz über den Fortgang der Untersuchungen bei den betroffenen Diensten, Kabinetten und Kommissionen und drohte mit der Veröffentlichung beim Europäischen Parlament. Diesen Bericht schickte er an seine Vorgesetzten, einschließlich des Direktors von UCLAF.
Am 17. Juli 1998 erschien der Untersuchungsbericht von DG 20, worin die Untersuchungsergebnisse von Van Buitenen bestätigt werden. Bis zum 1. September war noch nichts Merkliches damit geschehen. Van Buitenen drohte erneut schriftlich mit der Veröffentlichung beim Parlament. Am 28. Oktober wiederholte er seine Drohung, was ihm aber von seinem Generaldirektor untersagt wurde. Auch durfte er nicht mehr den unabhängigen Europäischen Rechnungshof kontaktieren. Ein anonymer Brief war einige Tage davor an alle Mitglieder des Parlaments verschickt worden, nach Aussage von Van Buitenen ohne sein Mitwissen.
Am 9. Dezember 1998, kurz bevor das Europäische Parlament die Fortsetzung der Projekte beschließen sollte, bei denen Van Buitenen den Betrug festgestellt hatte, sah er es als seine Pflicht an, das Parlament aufzuklären, bevor die Abstimmung über den Fall stattfand.
Gegen die Befehle seiner Vorgesetzten schickte er 75 Exemplare eines dicken und gut dokumentierten Berichts an den Vorsitzenden der Grünen-Fraktion mit der Bitte, diese an die Budget-Kontroll-Kommission des Parlaments weiterzuleiten. Das Dossier handelte von der nach Meinung Van Buitenens inkompetenten Art und Weise, mit der die Europäische Kommission den Betrug bei verschiedenen Ausgabedossiers behandelte, und von Unregelmäßigkeiten innerhalb der Kommission. In diesem Dossier kam speziell die Kommissarin Édith Cresson sehr schlecht weg.

### Beurlaubung
Diese Tat hatte ernste berufliche Folgen. Er wurde vom Computersystem ausgeschlossen und bekam die höchste Sanktion: Beurlaubung. Die Begründung lautete, er hätte durch seine Äußerungen dem Ansehen des Amts geschadet und er hätte Berufsgeheimnisse verletzt. Sein Lohn wurde halbiert. Es wurde eine dienstrechtliche Untersuchung über sein Tun und Lassen eingeleitet.
Zu Beginn hatte sein Bericht nur etwas Aufregung im Parlament zur Folge. Die Entlastung für die Kommission für Ausbildung wurde für 1996 verweigert. Die Kommission versprach Besserung bei der Behandlung von Korruption. Sie schlug Anfang Dezember vor, den UCLAF durch OLAF zu ersetzen, der unabhängiger arbeiten sollte.
Erst nach dem 4. Januar 1999, als Van Buitenen seine Beurlaubung und die Halbierung seines Lohns öffentlich machte, stürzte sich die Presse auf das Thema. Die Kommissare Édith Cresson und Manuel Marín gelangten ins Kreuzfeuer der Kritik. Aus dem Europäischen Parlament kamen Forderungen nach dem Rücktritt der beiden Kommissare. Es wurde ein Misstrauensantrag gestellt und einige forderten die Absetzung der beiden Kommissare.
Die Kommission beschuldigte Van Buitenen, er verbreite Lügen und sei inkompetent. Die Betrugsvorwürfe würden schon lange untersucht, zum Teil strafrechtlich. Am 15. März 1999 überbrachte ein Komitee von Sachverständigen dem Parlament einen vernichtenden Bericht, worin sie Van Buitenens Untersuchungen voll und ganz bestätigten und auch die Notwendigkeit seines Berichts an das Parlament. Am Abend nach der Veröffentlichung des Rapports des Komitees trat die Kommission geschlossen zurück.
Ein Vorschlag, Informanten gesetzlich zu schützen, wurde durch das Parlament allerdings abgelehnt. Nach dem Ende seiner Beurlaubung wurde Van Buitenen vom finanziellen Kontrolldienst zum Gebäudedienst versetzt. Die dienstrechtliche Untersuchung wurde aber nicht gestoppt und auch in seiner neuen Arbeit erfuhr er viele Einschränkungen.

### Folgen
Die Aufdeckungen Paul van Buitenens führten unter anderem zur Gründung des Europäischen Amtes für Betrugsbekämpfung (OLAF) im Juni 1999, das Korruption und anderen Unregelmäßigkeiten innerhalb der EU-Behörden nachgehen soll. Anders als zuvor UCLAF wurde OLAF für seine Untersuchungen mit Unabhängigkeit ausgestattet, um Einflussnahmen zu verhindern.
Auch nach der Krise versuchte Van Buitenen mögliche Missstände aufzudecken und anzugehen. Er sammelte mit Hilfe von Kollegen weiteres Material für ein zweites Dossier mit neuen Fällen, das er 2001 der neuen Europäischen Kommission überreichte. Durch das Eintreten einiger Parlamentarier wurde er für diese Aufgabe zwei Monate freigestellt.
2000 nahm das Europäische Parlament eine Regelung für Whistleblower an. Darin wurde geregelt, dass Whistleblower ihre Untersuchungsergebnisse an den Vorsitzenden einer der europäischen Einrichtungen weitergeben dürfen. Im Juni 2006 diskutierte der Ausschuss für Haushaltskontrolle im Europäischen Parlament einen Expertenbericht, in dem eine Bilanz der neuen Whistleblower-Regelung gezogen wurde.
Im niederländischen Fernsehen schilderte Van Buitenen am 13. Juni 2004, dass er als Folge der Krise ein Aussätziger geworden sei und dass sein Computer durchsucht worden war. Auch für seine Familie sei die emotionale Belastung gewaltig gewesen. Er wäre nie zum Whistleblower geworden, wenn er die Folgen vorher gekannt hätte.

### Europaparlamentarier
Am 8. April 2004 kündigte Paul van Buitenen die Gründung einer neuen politischen Partei namens Europa Transparant an. Damit wolle er die Missstände in den europäischen Einrichtungen besser bekämpfen. Bei den niederländischen Wahlen zum Europäischen Parlament am 10. Juni 2004 gewann die Partei auf Anhieb zwei Sitze, nach einer Wahlkampagne, die nicht mehr als viertausend Euro gekostet hatte. Zusammen mit seiner Parteikollegin Els de Groen, die über Korruptionsskandale in Osteuropa schrieb, schloss er sich der Fraktion Die Grünen/Europäische Freie Allianz an. Van Buitenen gehörte bis zum Ende der Legislaturperiode 2009 dem Haushaltskontrollausschuss des Europäischen Parlaments an. Zur Europawahl 2009 trat Europa Transparent nicht mehr an.
Zusammen mit dem Österreicher Hans Peter Martin (Liste Dr. Martin) und dem Briten Ashley Mote (einem ehemaligen Mitglied der UK Independence Party) initiierte van Buitenen 2005 die Platform for Transparency (PfT).

### Christlicher Glaube
Paul van Buitenens Familie war römisch-katholisch, in späteren Lebensjahren trat er zur protestantischen Konfession über und schloss sich zuerst einer anglikanischen Kirche in Brüssel an. Danach trat er einer charismatischen Kirche in Breda bei.